# Vincenzo Giaconi

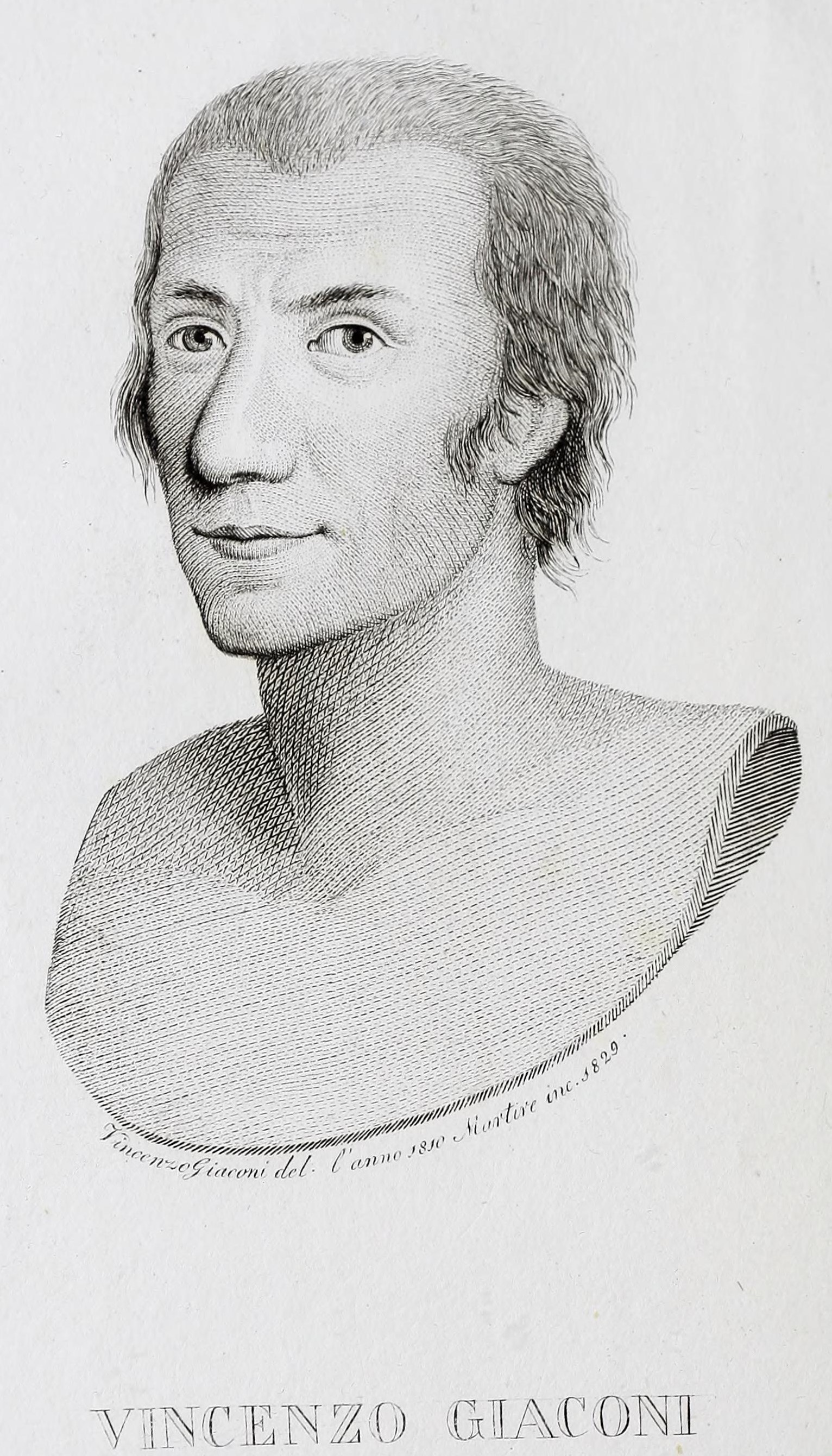
Vincenzo Giaconi

Vincenzo Giaconi (Tremignon, 3 febbraio 1760 – Venezia, 16 luglio 1829) è stato un incisore italiano.

## Biografia
Nacque in una famiglia umile, figlio di Francesco Giacon e di Pasqua Corrà. Nei registri parrocchiali il cognome viene scritto Giacon, tuttavia egli si firmò sempre come Giaconi o Giacconi.
Ricevuta la prima istruzione, si trasferì a Venezia dove entrò a far parte della bottega di Marco Alvise Pitteri. Pitteri sosteneva che prima ancora dell'incisione 
fosse indispensabile apprendere la tecnica del disegno, rimangono del Giaconi alcuni disegni che testimoniano che il giovane allievo raggiunse livelli molto alti probabilmente anche grazie alla frequentazione di tirocinanti più grandi di lui come Andrea Rossi e Francesco Piranesi
Dal maestro apprese la tecnica "a un solo taglio" di cui fece largo uso, ma applicò anche la "puntasecca" per dare più morbidezza ai particolari e la "granitura" per trattare le carni.
La sua prima opera firmata è un rame con San Filippo Neri, risalente al 1780 circa; molte altre opere si collocano nel periodo tra il 1784 e il 1785, quali una Beata Vergine del Buonconsiglio (di sua invenzione), una Madonna (da Giovanni Battista Mengardi) e un Redentore (da Pietro Moro). 
A dargli la notorietà furono però due lavori pubblicati rispettivamente nel 1788 e nel 1789: un Ritratto di Jusuf Pascià gran visir da Ferdinando Tonioli e un Ritratto del doge Ludovico Manin da Bernardino Castelli. Iniziò ad essere conosciuto anche fuori dal veneto quando, poco dopo, pubblicò un Ritratto di Antonio Canova che abbraccia Giovanni Martino Boni (da un quadro di quest'ultimo): in una lettera datata 3 marzo 1796 lo scultore ringrazia il Giaconi per l'incisione, aggiungendo che fu apprezzata anche da Giovanni Volpato e Raffaello Morghen.
Altre opere degne di nota sono una Fuga in Egitto (da Adam Elsheimer), il Ritratto di papa Pio VII del 1800 (su disegno di Natale Schiavoni tratto da un dipinto di Bernardino Castelli) e una Madonna col Bambino del 1821 (su disegno di Francesco Novelli tratto da un dipinto di Gregorio Lazzarini) che ricevette l'elogio di Ippolito Pindemonte. Per la Galleria degli artisti e dei letterati veneti del Settecento di Bartolommeo Gamba (1824) realizzò un Ritratto di Marco Alvise Pitteri, il suo maestro.
Incise anche disegni propri, specialmente da contemporanei quali Carlo Bevilacqua, Giambettino Cignaroli, Giovanni Battista Cipriani, Jacopo e Vincenzo Guarana, Giuseppe Longhi, Francesco Maggiotto, Teodoro Matteini, Giovanni Battista Mingardi, Francesco Novelli, Marco Alvise Pitteri. Trasse soggetti anche da artisti più antichi, come un San Francesco dal Domenichino, un San Giuseppe da Guido Reni, una Madonna da Annibale Carracci, un Redentore dal Tintoretto.
Dopo aver condotto una vita dedicata alla sua arte e alla religione Giaconi morì in povertà il 16 luglio del 1829 a Venezia.
Giannantonio Moschini, che aveva consultato direttamente l'esecutore testamentario del Giaconi, ha stilato l'elenco completo delle sue opere, poco più di centocinquanta. Secondo lo stesso autore, il suo capolavoro sarebbe il Ritratto di Cosimo I de' Medici tratto da Giuseppe Longhi e collocato sul frontespizio dell'Elogio e ritratto di Cosimo de' Medici di Giovanni Gaetano Bottari, pubblicato nel 1819 a cura di Antonio Meneghelli e Filippo Perazzolo. Anche questo, assieme a un Ritratto di Paolo Sarpi (da Teodoro Matteini), ebbe le lodi del Canova come attestato da una sua lettera del 7 ottobre 1818.
Alcune opere, pur firmate dal Giaconi, presentano una tecnica esecutiva completamente diversa: per queste opere, come già notato dal Moschini, le matrici per l'acquaforte erano state preparate da Antonio Baratti e il Giaconi si era limitato solo a qualche ritocco col bulino.